# ピストジャム
ピストジャム（本名：野 寛志〈の かんし〉、1978年9月10日 - ）は、日本のお笑い芸人。吉本興業所属。

## 略歴
1978年、京都府木津川市生まれ。大阪星光学院中学校・高等学校を卒業後、慶應義塾大学法学部政治学科に入学。
2001年春、大学の同級生であるこがけん（現在は「おいでやすこが」として活動）を誘って吉本興業の養成所 東京NSCに7期生として入学。NSC在籍時より、「マスターピース」というコンビ名で活動。
2002年春にNSCを卒業したが、同年8月にマスターピースを解散。
2008年5月1日、「ワンドロップ」として、こがけんとコンビを再結成。きっかけは共通の友人の結婚式で司会をしたことだった。その後、ワンドロップは2012年6月末に解散。
2022年10月27日、数々のバイト経験で得た笑える話を綴った「こんなにバイトして芸人つづけなあかんか」を新潮社より上梓。ネットメディア「FANY Magazine」で「シモキタブラボー！」を連載。同じくネットメディア「下北沢経済新聞」で「シモキタ歴24年のカレー激ハマリ芸人ピストジャムが愛してやまないカレー10選」を連載。アイドルのイベントMCなどでも活躍している。かまぼこ板アート芸人、カレー激ハマリ芸人、自転車芸人としても活動している。ピースの又吉直樹が立ち上げた第一芸人文芸部の部員。

## 人物・エピソード
- 偏差値70を超える中学に入学したが、中高時代の記憶はほとんどない、中高時代の誰とも連絡をとっておらず、中高時代の友人はひとりもいない。
- 20歳から下北沢にずっと住んでいる[3]。
- 44歳になるまでに、50種以上のバイトをしてきた。
- 両親からホテルに呼ばれて、12時間にわたり 芸人をやめて就職するように説得された。その際に母親に言われた「そんなにバイトして芸人つづけなあかんか」が初エッセイのタイトルの元になっている[4]。
- 自分の頭の中にいるピストジャムワールドの住人をイラスト化し、ステッカーを作成している。このステッカーがきっかけで、アイドルグループQUEENSのアニバーサリーグッズのイラストを制作した。
- 中京テレビ「＃しゃにむにロック」のロケでアイドルに「がんばって」と声をかけ、見守るバイトをしていた。
- ピザハット、ナポリの窯、ピザーラ、3社のピザ配達のバイトを同時期に掛け持ちしていたことがある[5]。
- 現在は都内で弁当の調理・配達のアルバイトをしている[6]。
- 交通費をもらえば全国どこにでも黒板アートを描きに行く活動をしている[7]。
- ピストバイクという自転車が好きで、ずっと乗っている。好きすぎて芸名にも使用しているほど。
- 第71回モダンアート展入選
- 第47回近代日本美術協会展入選
- 下北沢カレーアンバサダー[8]
- 神田カレーマイスター
- かしわカレーマイスター

## 著書
- 『こんなにバイトして芸人つづけなあかんか』（新潮社、2022年10月）[9]

## 作品
- 吉本興業110周年記念に吉本興業東京本社ロビーに黒板アート「吉祥 〜宵の宴」を制作（2022年）[10]
- 静岡・熱海「ATAMI ART GRANT 2022」に「雷の舞」を出展（2022年）[6]
- 朝霞市役所正面玄関に黒板アート「共鳴せしヒストリー」を制作（2022年）[11]
- LaughOut渋谷 正面玄関、DJブースにウィンドウアート「LaughOut」、「カチナ 精霊たち」を制作（2022年）
- 下北沢駅直結の商業施設・シモキタエキウエに黒板アート「シモキタブラボー！」を制作（2022年）[12]
- 渋谷PARCO ComMunEの扉にアート「紋様〜折々」を制作（2022年）
- 狛江第一小学校創立150周年記念に黒板アート「登竜門」を制作（2022年）[13]
- 吉本興業110周年記念に吉本興業東京本社ロビーに黒板アート「祝福のカンパネラ」を制作(2022年)
- 金沢市の放課後等デイサービスKEY'S 5thの壁にウォールアートを制作(2022年)
- 京成電鉄本線の旧博物館動物園駅内にウィンドウアート「びいどろ 〜杜の住人」を制作(2023年）
- 「やんばるアートフェスティバル」にて「合体式かまぼこ板アート制作」のワークショップ開催（2023年2月、4月）
- 「やんばるアートフェスティバル」にて黒板アート「やんばるからーふぁんきーまっぷ」を制作（2023年）
- 初個展「極彩奇天烈板絵図〜アトリエピストジャム」[14]（2023年3月2日～12日)を代官山モンキーギャラリーにて開催[15]
- 個展「極彩奇天烈板絵図〜アトリエピストジャム〜」にて黒板アート「龍神水紋板絵図」を制作（2023年）
- 花のれんタリーズコーヒーなんばグランド花月店に「櫻宴（SAKURA UTAGE）」を展示（2023年3月）
- タリーズコーヒー下北沢店に「極彩奇天烈板絵図シモキタムーブ」を展示（2023年8月）
- 「ICHINOMIYA SURFING FESTIVAL」に「浪駆萬来華表絵図（なみがけばんらいかひょうえず）」を出展（2023年）
- 自転車ウェブサービスFRAMEのオフライン拠点「FRAME clubhouse 尾根幹」の看板と矢野口交差点の看板広告を制作
- ロックバンドTHE だいじょぶズの1st EP「ゲンシ・ノ・テンシ」のジャケットデザインを制作
- ラフォーレ原宿「愛と狂気のマーケット」に「極彩奇天烈板絵図ショップ」を出店[16]（2023年）
- 吉本興業東京本社ロビーに「焔雷龍虎絵図（えんらいりゅうこえず）」を制作（2023年）
- 吉本興業東京本社ロビーに「光彩万雷戯画（こうさいばんらいぎが）」を制作（2023年）
- 吉本興業東京本社ロビーに「瑞兆招来頭殿板絵図 (ずいちょうしょうらいずでんいたえず)」を制作（2024年）
- 「CUBE A2A JAPAN CONPETITION 2024」に参加（2024年10月31日-2024年11月10日）[17]
- 吉本興業東京本社ロビーに「錦文様板絵図〜NIPPON」 を制作（2024年）
- 個展「ピストジャム展〜極彩奇天烈板絵図2025」伊勢丹新宿店6階アートエディションにて開催(2025年5月7日〜13日)
- 阪神梅田本店6階 グラフィックスにて個展を開催（2025年6月1日〜6月8日、梅田ロフト）
- 吉本興業東京本社ロビーに「気炎万丈〜蒔絵」を制作（2025年6月〜）

## 出演
- フジテレビ「NEOべしゃり博」
- 日本テレビ「スッキリ」
- 渋谷のラジオ「渋谷のチキチキラジオ」
- エフエム滋賀「Joshin presents GO!GO! TALK SHOW」
- 本屋B&Bトークイベント ピストジャム×又吉直樹「僕とシモキタ～バイト生活20年とこれから」[18]
- TBSラジオ「自転車協会presents ミラクル・サイクル・ライフ」[19]
- 本屋B&Bトークイベント 宮崎智之×吉本ばなな×ピストジャム「シモキタナイト Vol.1」（2023年）
- エフエム世田谷「えーろう先生の医師の上にも3年」
- コマラジ「山本吉貴のラジオ〜俺がメリークリスマスやねん!〜」
- 渋谷クロスFM「KATACOTO*BANKの渋谷式カタコトラジオ」
- 渋谷クロスFM「#PEXACOAの混ざれラジオ!!」
- 渋谷クロスFM「FreeK Radio Showcase」
- TOKYO MX「マンガ、鬼ほど好きなんで」つのりすの声で出演
- BSよしもと「競輪LIVE! チャリロトよしもと」
- 渋谷クロスFM「chuLaの ちゅらららじお！」
- Nack5「FAV FOUR」
- 渋谷クロスFM「Falench.のファレラジ!!」
- 渋谷クロスFM「JYA☆PONのじゃぽラジ。」
- 渋谷クロスFM「BAKUMONのBAKUラジ!!」
- 渋谷クロスFM「STAiNYのステラジ」
- 渋谷クロスFM「ANA®KIEのあなた史上一番面白いラジオ」
- 渋谷クロスFM「4864.の弱虫じゃないもんラジオ」
- 渋谷クロスFM「#ピコリフのピコラジオ」
- 渋谷クロスFM「1000日後の話。のセンハナラジオ!!」
- BSよしもと「農林水産笑 -カレーなる未来へ-」
- 加東市サイクルフェス（2023年）
- 第10回カレーEXPO（2023年）
- 第11回榛名山ヒルクライム in 高崎（2023年）
- Amazon Audible 「本ノじかん」（2023年-）
- stand.fm配信「第一芸人文芸部」（2023年-）
- BSよしもと「第一芸人文芸部　俺の推し本。」
- 渋谷のラジオ「黒川隆介の詩か詩だ」
- JFN「THE G.O.A.T.」
- JFN「BLACK IRISのビースラッシュラジオ」
- BSCラジオ「TRill Music」

## 連載
- 下北沢経済新聞「新聞シモキタ歴25年の読書芸人ピストジャムおすすめの書店10選」（2023-）[20]